# Пэрриш, Хантер
Ха́нтер Пэ́рриш (англ. Hunter Parrish; род. 13 мая 1987) — американский актёр и певец. Наиболее известен по роли Сайласа Ботвина в телесериале «Дурман» (2005—2012).

## Ранние годы
Хантер Пэрриш Тарп родился в Ричмонде, штат Вирджиния, однако детство и юность прожил в Плейно, пригороде Далласа, Техас. Его мать, Энни Пэрриш, работает воспитателем больных аутизмом детей, а отец, Брюс Тарп, — инженер. В 2007 году он окончил среднюю школу при Техасском технологическом университете.

## Карьера
Хантер Пэрриш начал свою карьеру в пятнадцатилетнем возрасте с эпизодических ролей в таких телесериалах как «Защитник», «Вечное лето» и «C.S.I.: Место преступления». На большом экране он дебютировал в 2004 году в комедии «Ночная тусовка», а в следующем году сыграл главную роль в независимой драме «Укради меня». Также он снялся в фильмах «Это случилось в долине» и «Дурдом на колёсах».
В 2005 году Пэрриш получил роль Сайласа Ботвина в комедийном телесериале канала Showtime «Дурман». Шоу транслировалось на протяжении восьми сезонов и завершилось в 2012 году.
В августе Пэрриш дебютировал на Бродвейской сцене в мюзикле «Весеннее пробуждение», по драме Франка Ведекинда. Он исполнял роль главного героя шоу с августа по январь 2009 года и получил хорошие отзывы за своё выступление. После он появился в фильмах «Папе снова 17», «Бумажный человек» и «Простые сложности».
В августе 2011 года было объявлено, что Пэрриш будет исполнять главную роль Иисуса в бродвейском мюзикле Стивена Шварца «Годспелл». Шоу продолжалось с 13 октября 2011 года по 15 апреля 2012 года. В июне 2012 года он выпустил свой дебютный альбом, названный Guessing Games, который состоял из шести песен.

## Личная жизнь
С 2015 года Пэрриш женат на Кэтрин Пэрриш (урождённой Валь).

## Фильмография

### Фильмы
| Год  | Название               | Оригинальное название | Роль         | Примечания                                                                |
| ---- | ---------------------- | --------------------- | ------------ | ------------------------------------------------------------------------- |
| 2004 | Ночная тусовка         | Sleepover             | Ланс Грегори | номинация на премию «Молодой актёр» за лучшую роль второго плана в фильме |
| 2005 | —                      | Steal Me              | Такер        | премия кинофестиваля Method Fest за лучшую мужскую роль                   |
| 2005 | —                      | Premonition           | Чарли        | короткометражный фильм                                                    |
| 2005 | Это случилось в долине | Down in the Valley    | Крис         |                                                                           |
| 2006 | Дурдом на колёсах      | RV                    | Эрл Горник   |                                                                           |
| 2007 | Писатели свободы       | Freedom Writers       | Бен Дэниелс  |                                                                           |
| 2009 | Папе снова 17          | 17 Again              | Стэн         |                                                                           |
| 2009 | Бумажный человек       | Paper Man             | Брайс        |                                                                           |
| 2009 | Простые сложности      | It’s Complicated      | Люк Адлер    | премия Национального совета кинокритиков США за лучший актёрский ансамбль |
| 2010 | Между пространством    | The Space Between     | Макдоно      |                                                                           |
| 2012 | Игра на выживание      | Gone                  | Трей         |                                                                           |
| 2014 | Всё ещё Элис           | Still Alice           | Том Хоуленд  |                                                                           |
| 2015 | —                      | A Rising Tide         | Сэм          |                                                                           |
| 2018 | Видели ночь            | All Nighter           | Кип          |                                                                           |

### Телевидение
| Год       | Название                            | Оригинальное название             | Роль                             | Примечания |
| --------- | ----------------------------------- | --------------------------------- | -------------------------------- | --- |
| 2003      | Защитник                            | The Guardian                      | Хэнк                             | эпизод: The Father-Daughter Dance                                                                                     |
| 2005      | Вечное лето                         | Summerland                        | Трейси Харт                      | эпизод: The Pleiades; не указан в титрах                                                                              |
| 2005      | C.S.I.: Место преступления          | CSI: Crime Scene Investigation    | Джереми Макбрайд                 | эпизод: Gum Drops |
| 2005—2012 | Дурман                              | Weeds                             | Сайлас Ботвин                    | основная роль; номинация — Премия Гильдии киноактёров США за лучший актёрский состав в комедийном сериале (2007—2009) |
| 2006      | По справедливости                   | In Justice                        | Кевин Раундер                    | эпизод Confessions |
| 2006      | Рядом с домом                       | Close to Home                     | Джей Стрэттон                    | эпизод A House Divided                                                                                                |
| 2006      | —                                   | Campus Ladies                     | студент-работник здравоохранения | эпизод: Webcam |
| 2007      | Закон и порядок: Специальный корпус | Law & Order: Special Victims Unit | Джордан Оунс                     | эпизод: Responsible                                                                                                   |
| 2007      | —                                   | Good Morning Agrestic             | Сайлас Ботвин                    | 2 эпизода |
| 2010      | Бэтмен: отважный и смелый           | Batman: The Brave and the Bold    | Уолли Уэст / Кид Флэш            | эпизод: Requiem for a Scarlet Speedster!; озвучка                                                                     |
| 2011      | Позднее шоу с Дэвидом Леттерманом   | Late Show with David Letterman    | Иисус                            | эпизод: Ben Stiller/Whitney Cummings/Godspell                                                                         |
| 2011      | Щенки из приюта 17                  | Pound Puppies                     | Тундра                           | эпизод: Snow Problem; озвучка                                                                                         |
| 2013—2014 | Хорошая жена                        | The Good Wife                     | Джеффри Грант                    | 3 эпизода |
| 2015      | Последователи                       | The Following                     | Кайл                             | 5 эпизодов |
| 2015      | Десница Божья                       | Hand of God                       | Джош Миллер                      | 5 эпизодов |
| 2015—2016 | Образцовые бунтарки                 | Good Girls Revolt                 | Дуглас «Даг» Роудс               | основная роль |
| 2017      | Куантико                            | Quantico                          | Клэй Хаас                        | роль второго плана |
| 2018      | Это мы                              | This Is Us                        | Алан Филлипс                     | 2 эпизода |
| 2018      | Дрожь земли                         | Tremors                           | Артур                            | телефильм |

## Дискография
- Guessing Games (2012)